# Vasco Regini
Vasco Regini (Cesena, 9 settembre 1990) è un allenatore di calcio ed ex calciatore italiano, di ruolo difensore, collaboratore tecnico del Rimini.

## Carriera

### Club

#### Gli inizi: Cesena, Samp e Foggia
Nato a Cesena ma cresciuto a Santarcangelo di Romagna, svolge la trafila delle giovanili con il Cesena. Dalla stagione 2007-2008 viene inserito nella rosa della prima squadra che disputa il campionato di Serie B. Il 1º marzo 2008 il tecnico dei romagnoli Fabrizio Castori lo fa esordire nel campionato cadetto in occasione della sfida Bologna-Cesena 2-1, giocando gli interi 90 minuti; disputa in totale 7 partite nella sua prima stagione da professionista.
Nella stagione successiva, Vasco colleziona 3 presenze in Lega Pro Prima Divisione, venendo nel gennaio 2009 ceduto in prestito con diritto di riscatto della comproprietà alla Sampdoria in Serie A, dove esordisce il 9 maggio 2009 nella gara Sampdoria-Reggina 5-0 subentrando al 71º minuto ad Andrea Raggi.
Nell'estate del 2009 la Samp decide di acquistare la metà del cartellino del giocatore dal Cesena e di continuare a farlo giocare, anche per la stagione successiva, nella formazione Primavera blucerchiata.
Il 23 luglio 2010 viene ceduto in prestito al Foggia di Zdeněk Zeman in Prima Divisione; Vasco viene utilizzato dal tecnico boemo come terzino sinistro in 31 occasioni, riuscendo a mettere a segno anche il suo primo gol in carriera nella gara Gela-Foggia 2-1 del 10 ottobre 2010.

#### Empoli
Il 5 luglio 2011 viene ceduta, nella trattativa che porta Éder al Cesena, la comproprietà del cartellino in possesso dal club romagnolo all'Empoli.
Il 5 agosto 2011 Samp ed Empoli si accordano per far giocare Vasco nella stagione seguente nella squadra toscana, dove disputa 32 partite di Serie B, di cui ben 31 da titolare.
Il 22 giugno 2012 i due club titolari del cartellino si accordano per il rinnovo della compartecipazione e per la permanenza del giocatore nella squadra azzurra.; il 2 febbraio 2013 Vasco segna il suo primo gol in Serie B nella partita Sassuolo-Empoli 1-1 siglando al 77º minuto il gol del pareggio. Colleziona nella sua seconda stagione in Toscana 41 presenze di Campionato (con 1 gol) e 4 dei play-off, persi però in finale contro il Livorno.

#### Sampdoria e i vari prestiti
Il 20 giugno 2013 la Sampdoria comunica di aver raggiunto un accordo con l'Empoli per il rinnovo della compartecipazione e per la permanenza del giocatore, durante la stagione 2013-2014, nella società blucerchiata. Vasco inoltre ha prolungato il proprio contratto con la Samp fino al giugno 2017. La stagione lo vede inizialmente impegnato come esterno sinistro in un centrocampo a 5 ma poi, con l'arrivo di mister Siniša Mihajlović nel novembre 2013, viene ricollocato nel ruolo di terzino sinistro diventandone il titolare della posizione. Termina l'annata con 29 presenze in Campionato e 2 in Coppa Italia.
L'11 giugno 2014 il club blucerchiato comunica di aver raggiunto un'intesa con l'Empoli per la risoluzione a proprio favore dell'accordo di partecipazione relativo al calciatore.
Il 1º febbraio 2016 viene ceduto in prestito con diritto di riscatto al Napoli. Il 14 maggio seguente, durante l'ultima giornata di campionato contro il Frosinone, esordisce in azzurro subentrando al 76º minuto a Kalidou Koulibaly. A fine stagione, terminato il prestito senza aver convinto il Napoli a riscattarlo, fa ritorno alla Sampdoria dove nel 2016-2017 gioca da titolare per poi perdere il posto l'anno successivo.
Il 31 gennaio 2019 viene ceduto in prestito alla SPAL dove gioca solo 4 partite, e a fine anno rimedia una lesione al menisco mediale del ginocchio sinistro.
Tornato alla Samp, il 31 gennaio 2020 passa al Parma sempre in prestito. Il 1º luglio 2021 termina il suo contratto con la Sampdoria dopo 125 partite in blucerchiato.

#### Reggina
Il 13 luglio seguente sigla un contratto annuale con la Reggina, in Serie B, dove ritrova Alfredo Aglietti, suo allenatore all'Empoli nella stagione 2011-2012. Il 31 gennaio 2022 rescinde il proprio contratto con il club.

#### Rimini, Sestri Levante e ritiro
Il 26 agosto 2022 viene ufficializzato il suo ingaggio da parte del Rimini, squadra di Serie C a cui si lega con un accordo biennale.
Il 10 agosto 2023 viene ingaggiato dal Sestri Levante , con cui mette insieme 20 presenze in Serie C.

### Allenatore

#### Sorrento
Nell'estate 2024 segue Enrico Barilari, al Sorrento come collaboratore.

#### Rimini
Nell' estate 2025 inizialmente viene scelto come vice allenatore del Rimini in Serie C, però il 6 agosto con l'arrivo di Braglia sulla panchina romagnola, come vice del tecnico toscano viene scelto Stefano Dicuonzo e a Regini viene affidato il ruolo di collaboratore tecnico.

### Nazionale
Il 10 settembre 2008 ha esordito con la Nazionale Under-20 nel Torneo Quattro Nazioni, giocando la partita vinta per 5-2 contro la Svizzera.
Tra il settembre e l'ottobre 2009 ha partecipato al Campionato mondiale di calcio Under-20 2009 svoltosi in Egitto, in cui ha giocato partendo da titolare nella terza partita della fase a gironi contro i padroni di casa dell'Egitto persa per 2-4.
L'11 gennaio 2013 viene convocato per la prima volta in Under-21 per prendere parte allo stage che si è tenuto a Coverciano dal 13 al 16 gennaio. Il 22 marzo 2013 esordisce in una partita ufficiale dell'Under-21, subentrando al 79' a Matteo Bianchetti, durante la partita Italia-Russia (2-0). Il 25 marzo viene invece schierato dal primo minuto nella partita Italia-Ucraina (1-0), giocando gli interi 90'.
Il 28 maggio 2013 viene inserito, dal ct Devis Mangia, nella lista dei 23 che prenderanno parte alla fase finale dell'Europeo Under-21, in programma in Israele dal 5 al 18 giugno L'11 giugno esordisce all'Europeo venendo schierato dal primo minuto nella partita Italia-Norvegia 1-1.

## Statistiche

### Presenze e reti nei club
| Stagione         | Squadra          | Campionato       | Campionato | Campionato | Coppe nazionali | Coppe nazionali | Coppe nazionali | Coppe continentali | Coppe continentali | Coppe continentali | Altre coppe | Altre coppe | Altre coppe | Totale | Totale |
| Stagione         | Squadra          | Comp             | Pres       | Reti       | Comp            | Pres            | Reti            | Comp               | Pres               | Reti               | Comp        | Pres        | Reti        | Pres   | Reti   |
| ---------------- | ---------------- | ---------------- | ---------- | ---------- | --------------- | --------------- | --------------- | ------------------ | ------------------ | ------------------ | ----------- | ----------- | ----------- | ------ | ------ |
| 2007-2008        | Cesena           | B                | 7          | 0          | CI              | 0               | 0               | -                  | -                  | -                  | -           | -           | -           | 7      | 0      |
| 2008-gen. 2009   | Cesena           | 1D               | 3          | 0          | CI              | 2               | 0               | -                  | -                  | -                  | -           | -           | -           | 5      | 0      |
| Totale Cesena    | Totale Cesena    | Totale Cesena    | 10         | 0          |                 | 2               | 0               |                    |                    |                    |             |             |             | 12     | 0      |
| gen.-giu. 2009   | Sampdoria        | A                | 1          | 0          | CI              | 0               | 0               | -                  | -                  | -                  | -           | -           | -           | 1      | 0      |
| 2009-2010        | Sampdoria        | A                | 0          | 0          | CI              | 0               | 0               | -                  | -                  | -                  | -           | -           | -           | 0      | 0      |
| 2010-2011        | Foggia           | 1D               | 31         | 1          | CI+CI-LP        | 0+0             | 0+0             | -                  | -                  | -                  | -           | -           | -           | 31     | 1      |
| 2011-2012        | Empoli           | B                | 32         | 0          | CI              | 3               | 0               | -                  | -                  | -                  | -           | -           | -           | 35     | 0      |
| 2012-2013        | Empoli           | B                | 41+4       | 1          | CI              | 1               | 0               | -                  | -                  | -                  | -           | -           | -           | 46     | 1      |
| Totale Empoli    | Totale Empoli    | Totale Empoli    | 73+4       | 1          |                 | 4               | 0               |                    |                    |                    |             |             |             | 81     | 1      |
| 2013-2014        | Sampdoria        | A                | 29         | 0          | CI              | 2               | 0               | -                  | -                  | -                  | -           | -           | -           | 31     | 0      |
| 2014-2015        | Sampdoria        | A                | 28         | 0          | CI              | 2               | 0               | -                  | -                  | -                  | -           | -           | -           | 30     | 0      |
| 2015-feb. 2016   | Sampdoria        | A                | 14         | 0          | CI              | 1               | 0               | UEL                | 1                  | 0                  | -           | -           | -           | 16     | 0      |
| feb.-giu. 2016   | Napoli           | A                | 1          | 0          | CI              | -               | -               | UEL                | 0                  | 0                  | -           | -           | -           | 1      | 0      |
| 2016-2017        | Sampdoria        | A                | 34         | 0          | CI              | 3               | 0               | -                  | -                  | -                  | -           | -           | -           | 37     | 0      |
| 2017-2018        | Sampdoria        | A                | 13         | 0          | CI              | 2               | -               | -                  | -                  | -                  | -           | -           | -           | 15     | 0      |
| 2018-gen.2019    | Sampdoria        | A                | 0          | 0          | CI              | 0               | -               | -                  | -                  | -                  | -           | -           | -           | 0      | 0      |
| gen.-giu. 2019   | SPAL             | A                | 4          | 0          | CI              | 0               | 0               | -                  | -                  | -                  | -           | -           | -           | 4      | 0      |
| 2019-gen. 2020   | Sampdoria        | A                | 3          | 0          | CI              | 1               | 0               | -                  | -                  | -                  | -           | -           | -           | 4      | 0      |
| gen.-giu. 2020   | Parma            | A                | 2          | 0          | CI              | 0               | 0               | -                  | -                  | -                  | -           | -           | -           | 2      | 0      |
| 2020-2021        | Sampdoria        | A                | 3          | 0          | CI              | 1               | 0               | -                  | -                  | -                  | -           | -           | -           | 4      | 0      |
| Totale Sampdoria | Totale Sampdoria | Totale Sampdoria | 127        | 0          |                 | 12              | 0               |                    | 1                  | 0                  |             |             |             | 139    | 0      |
| 2021-gen. 2022   | Reggina          | B                | 8          | 0          | CI              | 0               | 0               | -                  | -                  | -                  | -           | -           | -           | 8      | 0      |
| 2022-2023        | Rimini           | C                | 27         | 0          | CI              | 2               | 0               | -                  | -                  | -                  | -           | -           | -           | 29     | 0      |
| 2023-2024        | Sestri Levante   | C                | 20         | 0          | CI-C            | 1               | 0               | -                  | -                  | -                  | -           | -           | -           | 21     | 0      |
| Totale carriera  | Totale carriera  | Totale carriera  | 305        | 2          |                 | 21              | 0               |                    | 1                  | 0                  |             |             |             | 327    | 2      |

### Cronologia presenze e reti in nazionale
| Cronologia completa delle presenze e delle reti in nazionale ― Italia under 21 | Cronologia completa delle presenze e delle reti in nazionale ― Italia under 21 | Cronologia completa delle presenze e delle reti in nazionale ― Italia under 21 | Cronologia completa delle presenze e delle reti in nazionale ― Italia under 21 | Cronologia completa delle presenze e delle reti in nazionale ― Italia under 21 | Cronologia completa delle presenze e delle reti in nazionale ― Italia under 21 | Cronologia completa delle presenze e delle reti in nazionale ― Italia under 21 | Cronologia completa delle presenze e delle reti in nazionale ― Italia under 21 |
| Data                                                                           | Città                                                                          | In casa                                                                        | Risultato                                                                      | Ospiti                                                                         | Competizione                                                                   | Reti                                                                           | Note                                                                           |
| ------------------------------------------------------------------------------ | ------------------------------------------------------------------------------ | ------------------------------------------------------------------------------ | ------------------------------------------------------------------------------ | ------------------------------------------------------------------------------ | ------------------------------------------------------------------------------ | ------------------------------------------------------------------------------ | ------------------------------------------------------------------------------ |
| 22-3-2013                                                                      | Cittadella                                                                     | Italia under 21                                                                | 2 – 0                                                                          | Russia under 21                                                                | Amichevole                                                                     | -                                                                              | 79’                                                                            |
| 25-3-2013                                                                      | Bassano del Grappa                                                             | Italia under 21                                                                | 1 – 0                                                                          | Ucraina under 21                                                               | Amichevole                                                                     | -                                                                              |                                                                                |
| 11-6-2013                                                                      | Tel Aviv                                                                       | Norvegia under 21                                                              | 1 – 1                                                                          | Italia under 21                                                                | Europeo Under-21 2013 - 1º turno                                               | -                                                                              |                                                                                |
| 15-6-2013                                                                      | Petah Tiqwa                                                                    | Italia under 21                                                                | 1 – 0                                                                          | Paesi Bassi under 21                                                           | Europeo Under-21 2013 - Semifinale                                             | -                                                                              |                                                                                |
| 18-6-2013                                                                      | Gerusalemme                                                                    | Italia under 21                                                                | 2 – 4                                                                          | Spagna under 21                                                                | Europeo Under-21 2013 - Finale                                                 | -                                                                              |                                                                                |
| Totale                                                                         |                                                                                | Presenze                                                                       | 5                                                                              |                                                                                | Reti                                                                           | 0                                                                              |                                                                                |